# サンパブロ (カリフォルニア州)
サンパブロ（英語:San Pablo）は、アメリカ合衆国カリフォルニア州のコントラコスタ郡にある都市。人口は3万2127人（2020年）。サンフランシスコ・ベイエリアのイーストベイに位置している。

## 概要
市域の周囲はリッチモンドに囲まれている。カジノサンパブロやコントラコスタカレッジが立地している。
2020年アメリカ合衆国国勢調査によれば、市の人口の約6割はヒスパニックだった。